# Dostih

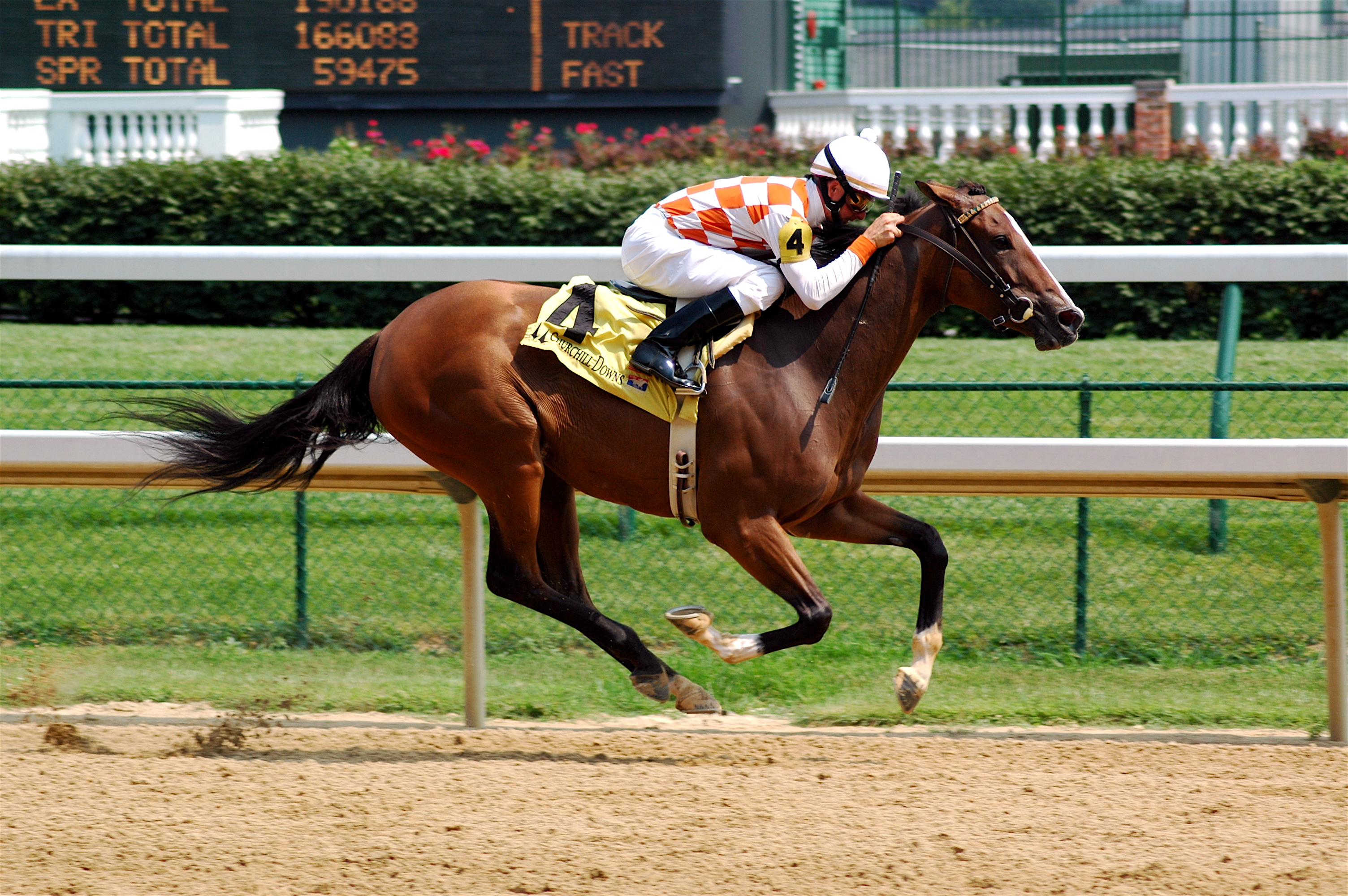
Koňské dostihy na závodišti Churchill Downs, Kentucky, USA

Dostih je závod koní, ve kterém se účastníci snaží dostat do cíle jako první, a prokázat tak výkonnost koně, která je následně důležitá pro případné zařazení do chovu. Dostihy se pořádají i chrtí a klusácké, tento článek se však věnuje pouze dostihům cvalovým. Dostihy se v dnešní době pořádají na dostihových závodištích, každý dostih má určité propozice. Dostihový sport je samostatné sportovní odvětví, které se odlišuje od jezdeckého sportu.

## Historie
Od počátku 18. století se na popud britského krále Jakuba I. konaly první soutěže nejlepších koní. Kvůli nim nechal založit roku 1711 první moderní dostihové závodiště v Ascotu. V roce 1752 vznikla v Anglii organizace Jockey Club, jejíž náplní bylo dostihy řídit. Byl vypracován dostihový řád, který řešil systém soutěží a kategorií koní v různých věkových třídách. Tento systém pak zavedly i ostatní státy ve světě.

## Druhy dostihů

### Podle stanovené trati
- Rovinové dostihy – Jejich kurs je určitá vzdálenost na dráze bez překážek. Roviny slouží především jako výkonnostní zkoušky plemene anglický plnokrevník.
- Překážkové dostihy – Kurs těchto dostihů obsahuje překážky, které koně musí bez výjimky překonat.
  - Steeplechase – Kurs steeplechase je vytyčen na travnaté dráze a jeho součástí jsou kromě proutěných překážek i překážky pevné, jejichž odskok i doskok jsou ve stejné úrovni.
  - Steeplechase cross country – Trať steeplechase-cross country vede přes travnatý, písčitý nebo zoraný povrch závodiště. Účastníci dostihu musí překonat stanovené překážky, z nichž nějaké musí mít odskok a doskok v nestejné úrovni a vyžadují snížení rychlosti, vylézání a slézání apod.
  - Dostihy přes proutěné překážky („hyrdy“) – V kursu těchto dostihů jsou zařazeny pouze proutěné překážky postavené na travnaté dráze.[2]
- Klusácké dostihy, dostihy v sulkách nebo v sedle (monté), kůň smí v dostihu pouze klusat

### Podle nesené hmotnosti
- Cena – V těchto dostizích je koním přidělena váha podle pohlaví, věku a získaných umístění nebo dotací.
- Handicap – Pro handicapové dostihy stanovuje koním zatížení handicaper v závislosti na jejich předešlých výsledcích. Cílem je dát všem koním stejnou šanci na vítězství, proto nesou nejlepší koně nejvyšší hmotnost a papírově nejslabší tu nejnižší.[3]

### Podle kategorie
Kategorií se vyjadřuje kvalita koní v dostihu a finanční dotace dostihu. Od nejnižší jsou kategorie seřazeny:
- V. - I. kategorie
- National Listed (NL)
- Listed (L)
- Grupové dostihy: Graded 3 (Gr.3), Graded 2 (Gr.2) a Graded 1 (Gr.1) – V České republice se kategorie dostihů označují od I. až po V. kategorii. Pak následují mezinárodně uznávané kategorie NL, L, Gr.3 až Gr.1, přičemž v ČR se pořádají dostihy nejvýše kategorie Gr.3. Black-type dostihy je společné označení pro grupové a Listed dostihy, tedy ceny, v některých zemích se však týká i handicapů. Tento název je odvozen od skutečnosti, že koně, kteří zvítězili v těchto dostizích, jsou v prodejních katalozích napsáni tučným písmem (angl. „black type“).[3]

## Dostihy v Česku
Cvalové dostihy, stejně jako chov plnokrevníka, v ČR organizuje a kontroluje Jockey Club České republiky (JCČR). V těchto oblastech také zastupuje Českou republiku v zahraničí. JCČR vydává předpisy pro cvalové dostihy, povoluje pořádání dostihů, registruje majitele a vydává licence jezdcům a trenérům. Dále schvaluje propozice pořádaných dostihů, jmenuje handicapera, stanovuje poplatky pro účastníky dostihového provozu a může dočasně měnit Dostihový řád. Rozhodnutí a informace pak zveřejňuje ve Věstníku ČT. Vydává dostihovou ročenku, která obsahuje všechny výsledky a statistiky za uplynulou dostihovou sezónu.

### Majitelé, trenéři a jezdci
Všem těmto osobám vydává oprávnění k účasti v dostihovém provozu Jockey Club ČR. Majitel registrací u Jockey Clubu ČR získá právo své koně do dostihů přihlašovat, škrtat je a pobírat vyhrané ceny. Majitele může téměř ve všech věcech týkajících se účasti jeho svěřenců v dostizích zastupovat trenér, což jistě usnadňuje práci oběma stranám. Majitel si u Jockey Clubu ČR zaregistruje jméno své stáje, za kterou jeho koně startují. Dále si zaregistruje dostihové barvy, tzn. barevné provedení dresu a čapky, které nosí jezdec v dostihu. Pokud v dostihu startuje víc koní jednoho majitele, jsou odlišeni různou barvou čapky.
Trenérům a jezdcům se uděluje licence na základě absolvování příslušných kurzů nebo studijních oborů. Dostihoví jezdci se dělí na jezdce z povolání a amatéry. Jezdci z povolání pak vždy před jménem nesou titul žák (ještě se učí na specializované škole), jezdec (již vyučený jezdec, který ještě nedosáhl 50 vítězství), nebo žokej (vyučený jezdec, který dosáhl 50 vítězství). Titul žokej se uděluje zvlášť v rovinových a překážkových dostizích. Jeden jezdec tedy může nést titul jezdec na rovinách a žokej na překážkách nebo obráceně. Za odježdění dostihu profesionální jezdec dostává jízdné stanovené Jockey Clubem ČR, v případě vítězství jeho dvojnásobek plus procenta z výhry. Další odměny, podíl z vyhrané ceny nebo cestovné záleží na dohodě mezi jezdcem a majitelem. Amatéři za jízdu v dostihu nárok na mzdu nebo odměnu nemají. Mohou pouze převzít čestné ceny a majitel koně jim může proplatit cestovní náklady.

### Účast koní v dostizích
Pořadatel dostihů vypracuje propozice každého dostihu, které obsahují informace o dostihu a podmínky pro účast koní v něm. Tyto propozice jsou schváleny Jockey Clubem ČR a zveřejněny ve Věstníku ČT. Když je pro daného koně vybrán vhodný dostih, majitel nebo trenér podá přihlášku, která mimo jiné obsahuje identifikační údaje daného dostihu, jméno koně a jeho věk, nesenou hmotnost dle propozic a název stáje. Současně také zaplatí zápisné stanovené v propozicích. Po uzávěrce přihlášek vydá pořadatel seznam přihlášených koní. Následuje oznámení koně do dostihu, se kterým je rovněž spojen poplatek. V oznámení startujících koní (OSK) se mimo jiné udává již i jméno jezdce, skutečně nesené zatížení a dostihové barvy. Na jeho základě se sestavuje startovní listina („startka“). Na ní už mají startující koně přidělená startovní čísla, která se určují losem. U koní, kteří mají problémy vydržet ve startovacích boxech delší dobu, lze požádat o přidělení nejvyššího startovního čísla, což ale také znamená nejnevýhodnější startovní pozici. Koně lze za poplatek z dostihu opět škrtnout.
Podobně jsou nastaveny podmínky i v ostatních zemích, z nichž každá má svoji dostihovou autoritu. Samozřejmě v určitých aspektech dostihového provozu existují odlišnosti.

## Průběh dostihového dne

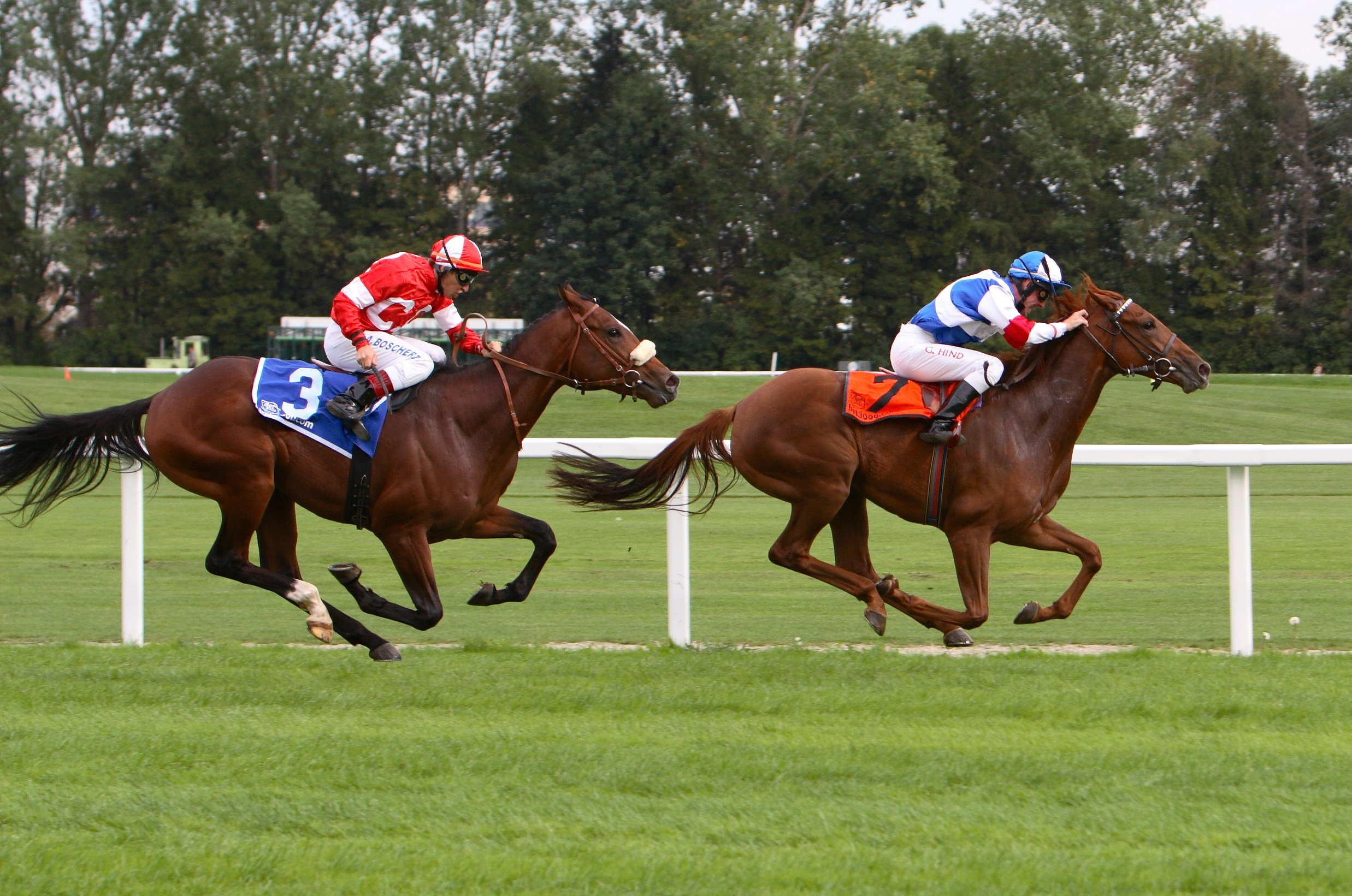
Jezdci v průběhu dostihu

Během jednoho dostihového dne se na závodišti koná vždy několik dostihů, nejčastěji 7 až 10. Na průběh dostihů dohlíží dostihová komise, která je pro každý dostihový den ustavena pořadatelem z osob na seznamu JCČR oprávněných zastávat funkci předsedy nebo člena dostihové komise. Komise musí mít alespoň 3 členy včetně předsedy. K jejím úkolům patří především kontrola stavu dráhy, kontrola správnosti kursů dostihů, schvalování výsledků, řešení protestů proti průběhu dostihu a postihování přestupků.
Před dostihem se jezdec ve vážnici za přítomnosti trenéra zváží ve všem oblečení, s ochrannou vestou a sedlem s příslušenstvím, do hmotnostního zatížení se ale nezapočítávají přilba a bičík. Správnou hmotnost kontroluje rozhodčí u váhy. Trenér si pak sedlo vezme a koně nasedlá v sedlišti, které se nachází u padoku. V ČR se jako v dalších zemích může s povolením sedlat i mimo sedliště, v některých státech to není předepsáno, ale například Velká Británie žádné výjimky nepřipouští. V zahraničí a na českých závodištích s dostupnou technologií pověřený veterinář načte mikročip, který má kůň implantovaný pod kůží, a zkontroluje tak jeho totožnost. Koně pak provádí ošetřovatel v padoku. Diváci mají možnost si koně prohlédnout a podle toho, jak se jim líbí, popřípadě podle informací v dostihovém programu mohou tipovat umístění koní a třeba i uzavřít sázky.
Jezdci na pokyn rozhodčího u startu (startéra) opustí vážnici a přejdou do padoku, kde dostanou poslední pokyny od trenéra a majitele koně (tzv. ordre). Startér pak jezdce vyzve, aby nasedli, a koně odcházejí na dráhu ke zkušebnímu cvalu. V překážkových dostizích navíc musí koně absolvovat zkušební skok. V případě pádu nebo dvojího zastavení nebo vybočení před překážkou jsou vyloučeni. Zkušební cval a skok umožňují dostihové komisi, aby se přesvědčila, že kůň je zdravotně způsobilý dostih absolvovat.
Pak se jezdci s koňmi dostaví na místo startu. Rovinové dostihy se startují ze startovacích boxů. Startér dá pokyn k zavádění koní od nejnižšího startovacího čísla. Pokud některý kůň odmítá do boxu vstoupit, je na uvážení startéra, jak dlouho dobu mu poskytne, než dostih odstartuje případně bez něj. Startér pak dostih odstartuje odmávnutím červeným praporkem a otevřením předních dvířek boxů. Pokud je start bez problémů, a tedy platný, pomocný startér, který stojí v cílové rovině a drží nad hlavou bílý praporek, také praporkem mávne dolů. Pokud by start regulérní nebyl, oba startéři nechávají praporky nahoře a upozorňují jezdce, aby se vrátili k jeho opakování.
Překážkové dostihy a rovinové dostihy na závodištích bez startovacích boxů se startují praporkem. Startér koně srovná pokud možno do řady a odmávne start praporkem.
Kůň, který jako první nosem protne linii cíle, vítězí. Určení pořadí koní v cíli má na starosti rozhodčí u cíle. Ihned po doběhu se jezdci umístění na dotovaných pozicích a jezdec na první nedotované pozici (v některých zemích všichni jezdci) musí jít odvážit, opět se stejnou výstrojí jako před dostihem. Pokud proti průběhu dostihu nebyl podán protest a je potvrzeno, že umístění koně nesli předepsané zatížení, doběh schválí dostihová komise, a výsledek je oficiálně platný.
V některých zemích je každý vítěz podroben antidopingové zkoušce, pro kterou se jako vzorek odebírá moč, popřípadě krev. V ČR mají JCČR a dostihová komise právo, nechat před nebo po dostihu odebrat vzorky koním, kteří figurují na OSK.
Po oficiálním schválení výsledku se přikročí k dekorování vítězů. Ceny jsou v cílové rovině nebo v padoku pro vítěze předány jezdci, majiteli a trenérovi vítězného koně.
Majitel vítěze dostává nejvýš polovinu z ceny (dotace) dostihu. Majitelé umístěných koní, tedy koní na zbylých dotovaných místech, si mezi sebe podle propozic rozdělí zbylou část dotace. V ČR se umístěním většinou myslí druhé až páté místo, při Velké pardubické se ale ceny rozdělují mezi prvních sedm koní. Pro prvních pět míst se používá pojem „tabule“. Umístit se „na tabuli“ tedy znamená být mezi prvními pěti.

## Pohlaví jezdců a koní
Ženy a muži soutěží v tomto druhu sportu společně (obdobně jako je tomu u jezdectví). Některých dostihů se zúčastní hřebci, klisny a valaši společně, některé dostihy jsou vypisovány pouze pro klisny - například Jarní cena klisen.